# فارست هیل (تگزاس)
فارست هیل، تگزاس (به انگلیسی: Forest Hill, Texas) یک شهر در ایالات متحده آمریکا با جمعیت ۱۲٬۳۵۵ نفر است که در تگزاس واقع شده‌است.